# Poseidonamicus hisayoae
Poseidonamicus hisayoae is een mosselkreeftjessoort uit de familie van de Thaerocytheridae. De wetenschappelijke naam van de soort is voor het eerst geldig gepubliceerd in 2009 door Yasuhara, Cronin, Hunt, Hodell.